# The Cup of Life (film 1915)
The Cup of Life è un film muto del 1915 diretto da  Thomas H. Ince e da Raymond B. West, sotto la supervisione di Ince.

## Trama
Helen e Ruth Fiske sono due sorelle. Lavorano insieme in un grande magazzino e vivono poveramente. Ruth si fidanza con il suo innamorato, un meccanico, mentre Helen sogna i bei vestiti, una casa prestigiosa, la vita lussuosa. Ruth sposa il suo meccanico; Helen lascia il lavoro e diventa la mantenuta del ricco John Ward. Mentre Ruth affronta le difficoltà della vita, Helen vive negli agi, passando da un uomo all'altro. Quando Kellerman, che l'ama, le dichiara il suo amore, lei gli ride in faccia. Ma gli anni passano. Helen comincia a perdere fascino e non riesce più a conquistare nuovi ammiratori. Quando vede la sorella, felicemente sposata, madre di due bambini, nella sua casetta, viene presa dalla depressione. Ormai è preda dell'alcool, delle droghe, del tabacco. Una via senza uscita che la porterà alla morte.

## Produzione
Il film fu prodotto da  Thomas H. Ince per la New York Motion Picture.

## Distribuzione
Il copyright del film, richiesto dalla New York Motion Picture Corp., fu registrato il 26 aprile 1915 con il numero LP5112.
Distribuito dalla Mutual, il film uscì nelle sale statunitensi il 26 aprile 1915.
Copia completa della pellicola si trova conservata negli archivi dell'UCLA Film And Television di Los Angeles.